# Chessy-les-Prés
 Chessy-les-Prés  là một xã ở tỉnh Aube, thuộc vùng Grand Est ở phía bắc miền trung nước Pháp.